# Wereldkampioenschappen triatlon 2018
Het ITU wereldkampioenschap triatlon 2018 bestond uit een serie van acht triatlonwedstrijden – vijf op de olympische afstand (1500 meter zwemmen, 40 kilometer fietsen en 10 kilometer hardlopen) en drie op de sprintafstand (750m, 20km, 5km) – met de Grande Finale van 11 tot en met 18 september in Gold Coast, Australië. Op basis van de behaalde punten werd een eindklassement opgemaakt om de uiteindelijke wereldkampioen(e) te bepalen. Titelverdedigers waren de Spanjaard Mario Mola (mannen) en de Bermudaanse Flora Duffy (vrouwen). Mola wist zijn titel met succes te verdedigen. Duffy raakte gedurende het seizoen geblesseerd, waardoor de titel bij de vrouwen naar Vicky Holland ging.

## Kalender WK-serie
| #           | Plaats     | Land                         | Datum                  |
| ----------- | ---------- | ---------------------------- | ---------------------- |
| 1           | Abu Dhabi  | Verenigde Arabische Emiraten | 2 maart 2018           |
| 2           | Bermuda    | Bermuda                      | 28 april 2018          |
| 3           | Yokohama   | Japan                        | 12 mei 2018            |
| 4           | Leeds      | Verenigd Koninkrijk          | 10 juni 2018           |
| 5           | Hamburg    | Duitsland                    | 14 juli 2018           |
| 6           | Edmonton   | Canada                       | 27 juli 2018           |
| 7           | Montreal   | Canada                       | 25 + 26 augustus 2018  |
| Grand Final |            |                              |                        |
| 9           | Gold Coast | Australië                    | 15 + 16 september 2018 |

## Eindstanden
Top 10 met positie per wedstrijd

### Mannen
| #      | Naam                 | Vlag van Verenigde Arabische Emiraten | Vlag van Bermuda | Vlag van Japan | Vlag van Verenigd Koninkrijk | Vlag van Duitsland | Vlag van Canada | Vlag van Canada | Vlag van Australië | Punten |
| ------ | -------------------- | ------------------------------------- | ---------------- | -------------- | ---------------------------- | ------------------ | --------------- | --------------- | ------------------ | ------ |
| Goud   | Mario Mola           | 2                                     | 4                | 1              | 2                            | 1                  | 1               | 1               | 2                  | 6081   |
| Zilver | Vincent Luis         | 3                                     | DNF              | 10             | 3                            | 2                  | 6               | -               | 1                  | 5060   |
| Brons  | Jacob Birthwistle    | 5                                     | -                | 2              | 32                           | 5                  | 3               | 3               | 7                  | 4884   |
| 4      | Richard Murray       | 10                                    | DNF              | 25             | 1                            | 3                  | 8               | 4               | 3                  | 4792   |
| 5      | Kristian Blummenfelt | DNF                                   | 2                | DNF            | 19                           | 44                 | 2               | 2               | 5                  | 3936   |
| 6      | Fernando Alarza      | 17                                    | 6                | 3              | -                            | 15                 | 4               | DNS             | 11                 | 3520   |
| 7      | Henri Schoeman       | 1                                     | 8                | DNF            | 15                           | -                  | -               | 6               | 6                  | 3438   |
| 8      | Pierre Le Corre      | 13                                    | 12               | 13             | 4                            | 20                 | -               | -               | 4                  | 3215   |
| 9      | Tyler Mislawchuk     | 11                                    | 24               | 4              | DNF                          | 8                  | DNF             | 8               | 10                 | 3194   |
| 10     | Marten Van Riel      | 31                                    | 21               | -              | 5                            | 7                  | 7               | -               | 9                  | 2960   |

### Vrouwen
| #      | Naam                 | Vlag van Verenigde Arabische Emiraten | Vlag van Bermuda | Vlag van Japan | Vlag van Verenigd Koninkrijk | Vlag van Duitsland | Vlag van Canada | Vlag van Canada | Vlag van Zwitserland | Punten |
| ------ | -------------------- | ------------------------------------- | ---------------- | -------------- | ---------------------------- | ------------------ | --------------- | --------------- | -------------------- | ------ |
| Goud   | Vicky Holland        | 11                                    | 2                | -              | 1                            | 22                 | 1               | 1               | 2                    | 5540   |
| Zilver | Katie Zaferes        | DNF                                   | 3                | 2              | 3                            | 3                  | 6               | 2               | 3                    | 5488   |
| Brons  | Georgia Taylor-Brown | -                                     | 14               | -              | 2                            | 11                 | 3               | 3               | 8                    | 4183   |
| 4      | Kirsten Kasper       | 4                                     | 4                | DNF            | 24                           | 5                  | 13              | 18              | 5                    | 3887   |
| 5      | Jessica Learmonth    | 2                                     | -                | -              | 8                            | 14                 | 6               | 8               | 11                   | 3810   |
| 6      | Ashleigh Gentle      | 13                                    | -                | 4              | DNF                          | DNF                | 2               | 13              | 1                    | 3750   |
| 7      | Jodie Stimpson       | -                                     | 8                | 12             | DNF                          | 7                  | 5               | 6               | 10                   | 3658   |
| 8      | Taylor Spivey        | 19                                    | 9                | 24             | 7                            | 9                  | 10              | 7               | 7                    | 3603   |
| 9      | Laura Lindemann      | 6                                     | 15               | 10             | DNF                          | 2                  | -               | -               | 4                    | 3423   |
| 10     | Rachel Klamer        | 1                                     | 12               | DNF            | 4                            | 12                 | 11              | 16              | 24                   | 3306   |

## Podium per wedstrijd
| #                       | Mannen | Mannen               | Tijd    | Vrouwen | Vrouwen               | Tijd    |
| ----------------------- | ------ | -------------------- | ------- | ------- | --------------------- | ------- |
| WTS Abu Dhabi           |        |                      |         |         |                       |         |
| 1                       | Goud   | Henri Schoeman       | 0:52:00 | Goud    | Rachel Klamer         | 1:00:43 |
| 1                       | Zilver | Mario Mola           | 0:52:03 | Zilver  | Jessica Learmonth     | 1:00:57 |
| 1                       | Brons  | Vincent Luis         | 0:52:12 | Brons   | Natalie Van Coevorden | 1:01:00 |
| WTS Bermuda             |        |                      |         |         |                       |         |
| 2                       | Goud   | Casper Stornes       | 1:54:47 | Goud    | Flora Duffy           | 2:01:39 |
| 2                       | Zilver | Kristian Blummenfelt | 1:55:08 | Zilver  | Vicky Holland         | 2:03:25 |
| 2                       | Brons  | Gustav Iden          | 1:55:10 | Brons   | Katie Zaferes         | 2:03:25 |
| WTS Yokohama            |        |                      |         |         |                       |         |
| 3                       | Goud   | Mario Mola           | 1:44:59 | Goud    | Flora Duffy           | 1:53:26 |
| 3                       | Zilver | Jacob Birthwistle    | 1:45:40 | Zilver  | Katie Zaferes         | 1:53:59 |
| 3                       | Brons  | Fernando Alarza      | 1:45:51 | Brons   | Non Stanford          | 1:54:42 |
| WTS Leeds               |        |                      |         |         |                       |         |
| 4                       | Goud   | Richard Murray       | 1:45:52 | Goud    | Vicky Holland         | 1:56:32 |
| 4                       | Zilver | Mario Mola           | 1:46:01 | Zilver  | Georgia Taylor-Brown  | 1:56:49 |
| 4                       | Brons  | Vincent Luis         | 1:46:14 | Brons   | Katie Zaferes         | 1:57:02 |
| WTS Hamburg             |        |                      |         |         |                       |         |
| 5                       | Goud   | Mario Mola           | 0:53:24 | Goud    | Cassandre Beaugrand   | 0:58:06 |
| 5                       | Zilver | Vincent Luis         | 0:53:29 | Zilver  | Laura Lindemann       | 0:58:36 |
| 5                       | Brons  | Richard Murray       | 0:53:32 | Brons   | Katie Zaferes         | 0:58:37 |
| WTS Edmonton            |        |                      |         |         |                       |         |
| 6                       | Goud   | Mario Mola           | 0:51:15 | Goud    | Vicky Holland         | 0:56:51 |
| 6                       | Zilver | Kristian Blummenfelt | 0:51:18 | Zilver  | Ashleigh Gentle       | 0:57:02 |
| 6                       | Brons  | Jacob Birthwistle    | 0:51:22 | Brons   | Georgia Taylor-Brown  | 0:57:08 |
| WTS Montreal            |        |                      |         |         |                       |         |
| 7                       | Goud   | Mario Mola           | 1:47:46 | Goud    | Vicky Holland         | 1:59:29 |
| 7                       | Zilver | Kristian Blummenfelt | 1:48:02 | Zilver  | Katie Zaferes         | 1:59:51 |
| 7                       | Brons  | Jacob Birthwistle    | 1:48:28 | Brons   | Georgia Taylor-Brown  | 2:00:23 |
| Grand Final: Gold Coast |        |                      |         |         |                       |         |
| 8                       | Goud   | Vincent Luis         | 1:44:34 | Goud    | Ashleigh Gentle       | 1:52:00 |
| 8                       | Zilver | Mario Mola           | 1:44:48 | Zilver  | Vicky Holland         | 1:52:02 |
| 8                       | Brons  | Richard Murray       | 1:44:56 | Brons   | Katie Zaferes         | 1:52:33 |